# Hügelreihe von Lejre
Die Hügelreihe von Lejre besteht aus sieben bronzezeitlichen Hügeln, die östlich von Lejre auf der dänischen Insel Seeland von Nordwesten nach Südosten orientiert, platziert sind. Sie heißen: Uglehøj (Eulenhügel),  Hvilehøj, Rynkebjerg, Landevejshøjen, Højby Høj, Kongehøjen (Königshügel) Stærkodders Høj und Mysselhøj.

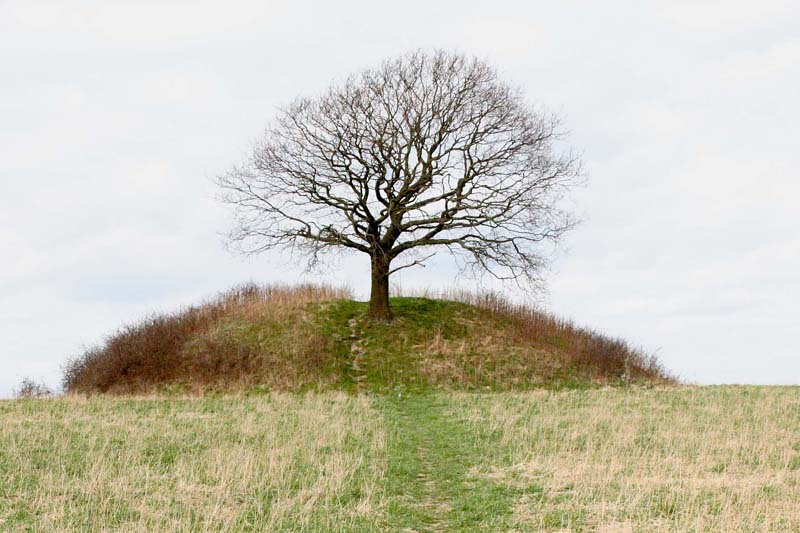
Mysselhoj

1. Uglehøj der nördlichste, liegt nahe bei modernen Gebäuden, nördlich der Eisenbahnlinie in  Lejre Stationsby (Lage). Ursprünglich gab es hier zwei weitere Hügel, die alle unter dem Namen Uglehoje bekannt waren. Die beiden anderen wurden im Zusammenhang mit dem Bau der Eisenbahn geschleift.
2. Hvilehøj liegt in Lejre Stationsby südlich der Eisenbahnlinie (Lage). Er hieß früher möglicherweise Tårnhøj und ist neben dem Uglehøj der einzige, der im Zusammenhang mit dem Bau der Eisenbahn nicht geschleift wurde.
3. Der 15 × 15 m messende Rynkebjerg,[1] östlich von Lejre, liegt inmitten moderner Gebäude (Lage). Durch seine Lage an einer Steigung erscheint er noch größer als er mit vier Metern Höhe ist. Er hat eine flache Kuppe und eine Abgrabung im Südwesten.
4. Landevejshøjen im Norden von Højby (Lage) wurde 1970 von dem Präsidenten der Lejre Fredningsforening, dem verstorbenen Leif Weniger Overgaard Jensen, so benannt. Er liegt dort, wo die alte Landstraße verlief. Seither ist ein kompletter Vorort nach dem Hügel benannt.
5. Højby Høj, ein etwa 3 m hoher Hügel von 20 × 20 m, mitten im Vorort Højby, mit flacher Kuppe und einer Eintiefung  in der Mitte, liegt hinter Bäumen in einem Garten versteckt (Lage). M. B. Macke-Prang schrieb 1941 in Sognebeskrivelsen: Der 4 × 15 m messende Rundhügel, befindet sich am Hang im grasigen Acker. Im Jahr 1941 war der Hügel also noch höher und kompakter und die Häuser wurden später gebaut.
6. Der etwa 3,25 m hohe Kongehøjen misst etwa 21 × 21 m und liegt am südlichen Ortsausgang von Højby (Lage). Er ist in der Mitte abgegraben oder eingesunken. Der Hügel wurde als Übungsplatz (dän. Skydehøj) verwendet.
7. Stærkoddershøj ist der südlichste in der Reihe bronzezeitlicher Grabhügel bei Lejre. Stærkoddershøj liegt nördlich der Straße von Højby nach Roskilde (Lage). Der Name erscheint erstmals auf einer Karte von 1896, daher ist es fraglich, ob der legendäre schonische Held hier bestattet ist. Starkotters grav heißt auch eine rechteckige, rösenähnliche Steinsetzung aus der germanischen Eisenzeit (0–600 n. Chr.) bei Matsfors, 17 km westlich von Sundsvall in Schweden. Die Bezeichnung knüpft wahrscheinlich an die Darstellung des Kriegers Starkotter in Erik Julius Biörners 1737 erschienenem Nordiska kämpa dater an.
8. Der nicht ausgegrabene Mysselhøj liegt etwa einen Kilometer westlich von Gammel Lejre.